# Wereldkampioenschappen schaatsen afstanden 2024 - 500 meter vrouwen
De 500 meter vrouwen op de wereldkampioenschappen schaatsen afstanden 2024 werd gereden op vrijdag 16 februari 2024 in de Olympic Oval in Calgary, Canada.
Titelverdedigster was Femke Kok. Ze opende het snelst van allemaal, kon met Kimi Goetz als richtpunt wisselen, en was als enige binnen 37 seconden aan de meet. Met een nieuw Nederlands record sloeg Kok een gat van vier tienden naar een viertal rijdsters, die binnen 6 honderdsten van elkaar finishten. Kim Min-sun won het zilver, Kimi Goetz het brons, Tian Ruining en Erin Jackson vielen net buiten de medailles.

## Uitslag
| #      | Schaatser          | Land                | Tijd     | Verschil | Rit  |
| ------ | ------------------ | ------------------- | -------- | -------- | ---- |
| Goud   | Femke Kok          | Nederland           | 36,83 NR | -        | 12 O |
| Zilver | Kim Min-sun        | Zuid-Korea          | 37,19    | + 0,36   | 11 O |
| Brons  | Kimi Goetz         | Verenigde Staten    | 37,21    | + 0,38   | 12 I |
| 4      | Tian Ruining       | China               | 37,24    | + 0,41   | 7 O  |
| 5      | Erin Jackson       | Verenigde Staten    | 37,25    | + 0,42   | 10 I |
| 6      | Jutta Leerdam      | Nederland           | 37,42    | + 0,59   | 5 I  |
| 7      | Lee Na-hyun        | Zuid-Korea          | 37,49    | + 0,66   | 9 I  |
| 8      | Marrit Fledderus   | Nederland           | 37,61(4) | + 0,78   | 10 O |
| 9      | Andżelika Wójcik   | Polen               | 37,61(7) | + 0,78   | 9 O  |
| 10     | Kurumi Inagawa     | Japan               | 37,68    | + 0,85   | 11 I |
| 11     | Vanessa Herzog     | Oostenrijk          | 37,69    | + 0,86   | 6 O  |
| 12     | Serena Pergher     | Italië              | 37,80 PR | + 0,97   | 5 O  |
| 13     | Yukino Yoshida     | Japan               | 38,10    | + 1,27   | 8 O  |
| 14     | Karolina Bosiek    | Polen               | 38,15    | + 1,32   | 6 I  |
| 15     | Rio Yamada         | Japan               | 38,19    | + 1,36   | 7 I  |
| 16     | Martyna Baran      | Polen               | 38,21 PR | + 1,38   | 4 O  |
| 17     | Pei Chong          | China               | 38,24 PR | + 1,41   | 4 I  |
| 18     | Martine Ripsrud    | Noorwegen           | 38,29(3) | + 1,46   | 3 O  |
| 19     | Jekaterina Ajdova  | Kazachstan          | 38,29(9) | + 1,46   | 3 I  |
| 20     | Carolina Hiller    | Canada              | 38,30    | + 1,47   | 8 I  |
| 21     | Ellia Smeding      | Verenigd Koninkrijk | 38,65    | + 1,82   | 1 I  |
| 22     | Chen Ying-Chu      | Taiwan              | 38,69    | + 1,86   | 1 O  |
| 23     | Heather Carruthers | Canada              | 38,71    | + 1,88   | 2 O  |
| 24     | Kim Min-ji         | Zuid-Korea          | 41,00    | + 4,17   | 2 I  |

## IJs- en klimaatcondities
|                  | Start  | Eind   |
| ---------------- | ------ | ------ |
| Tijd             | 13:42  | 14:09  |
| Luchttemperatuur | 17,9°C | 17,9°C |
| IJstemperatuur   | -8,0°C | -8,0°C |
| Luchtvochtigheid | 31,0%  | 31,0%  |

1996 · 
1997 · 
1998 · 
1999 · 
2000 · 
2001 · 
2003 · 
2004 · 
2005 · 
2007 · 
2008 · 
2009 · 
2011 · 
2012 · 
2013 · 
2015 · 
2016 · 
2017 · 
2019 · 
2020 · 
2021 · 
2023 · 
2024 · 
2025